# Andrea Guerra
Andrea Guerra   (Santarcangelo di Romagna, 22 d'octubre de 1961) és un compositor italià. És conegut per les seves pel·lícules de Facing Windows (2003), Hotel Rwanda (2004) i The Pursuit of Happyness (2006).
Fill del poeta i guionista Tonino Guerra, Andrea Guerra va néixer a l'octubre de 1961 a la ciutat italiana de Santarcangelo di Romagna. Després d'estudiar composició i arranjament amb el mestre Ettore Ballotta, es va traslladar a Roma, on va començar la seva carrera component música per a documentals de natura. En anys successius, va escriure compondre per a diverses pel·lícules per a directors com Ferzan Özpetek, Roberto Faenza, Giuseppe Bertolucci i altres.
El 2015 va debutar a Bollywood component la partitura de Dum Laga Ke Haisha. El 2016 va compondre la partitura de Shahrukh Khan.